# Conspectus sectionum specierumque generis Serjaniae
Conspectus sectionum specierumque generis Serjaniae (abreviado Consp. Sect. Sp. Serjan.) es un libro con ilustraciones y descripciones botánicas que fue escrito por el taxónomo, micólogo y algólogo alemán Ludwig Adolph Timotheus Radlkofer y publicado en Múnich en el año 1874. Fue pre impreso con el nombre de Monogr. Serjania.